# Juan León ''Leoncillo''
Juan León y López, conocido como Leoncillo (Sevilla, 2 de septiembre de 1788-Utrera, 5 de octubre de 1854), fue un matador de toros español de finales del siglo XVIII y mediados del siglo XIX. Fue famoso por su rivalidad en la plaza con Antonio Ruiz ''El Sombrerero''.

## Trayectoria profesional
Tomó la alternativa, en Madrid  en la plaza de la “Puerta de Alcalá” , el 29 de abril de 1821. Su padrino fue Francisco Herrera “Curro Guillen". Fue una gran figura de los ruedos, "Leoncillo" destacó por su valor, raza y fuerza en el toreo.
En la temporada 1814, en esta temporada figura en la maestranza de Sevilla, como banderillero, con el sobrenombre de “Costura”.
Temporada 1816-19, en esta temporada lidiaba como media espada, en la plaza de Madrid, el 8 de julio de 1816, destacó entre Cándido, Curro Guillén y el Sombrerero. Juan León, avecindado en la Villa y Corte, tras el alzamiento de Rafael del Riego, se alistó en el cuerpo Nacional de Milicianos de Caballería, decisión que le permitió incrementar el número de contratas. Este mismo año toreó un festejo en Sevilla en honor del anterior general liberal.
En el 1820, el 20 de mayo acudió a Ronda donde fue cogido, por el toro que mató a “Curro Guillén”, el gran maestro murió en minutos ante el desconsuelo de los allí presentes. En paralelo, se labró una gran popularidad gracias a su enconada rivalidad con Antonio Ruiz ''El Sombrerero''.
En la temporada 1821-22, torea en Madrid como primer espada.
Año 1840-50, sufre graves cogidas, a consecuencia de su forma de toreo, arriesgando, propio de un torero valiente.
Y en la temporada 1851, el 25 de mayo es cogido nuevamente en Aranjuez, por lo que decide retirarse de los ruedos.
Murió en Utrera, provincia de Sevilla, el 5 octubre en el año 1854.

## Otros datos
Desde muy pequeño se acercaba por el matadero sevillano, en donde algunos que empezaban a ser famosos de la época se entrenaban, como Curro Guillén. A partir de 1810 comenzó a salir por Andalucía, en plazas de segundo y tercer orden. Le acompañaban Arestoy, Inclán, Suárez y otros... En 1811 se ve obligado a matar, quizás por vez primera, cuando en Lora del Río (Sevilla),es herido Arestoy, a las órdenes del cual rehileteaba.